# حصالة ميكانيكية

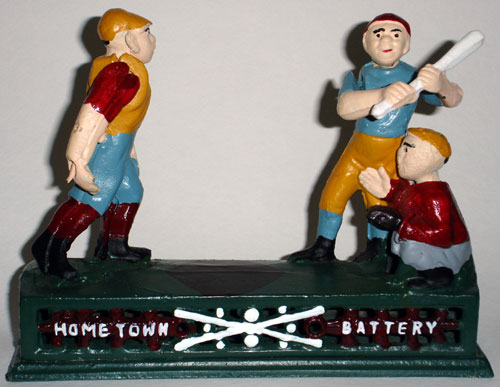
حصالة ميكانيكية

الحصالة الميكانيكية هي حصالة نقود صغيرة لها ديكور ميكانيكي العمل، تستخدم لتخزين القطع النقدية. كانت في الأصل تهدف إلى تعزيز توفير المال بين الأطفال في منتصف القرن 19. في كثير من الأحيان تصنع من الحديد الزهر وهي غالباً تصمم بشكل خلاق، تصور معالم تاريخية أو أسطورية أو أحداث يومية لزيادة جاذبيتها. كل حصالة تقوم بحيلة لطيفة عندما تُسقط قطعة النقود فيها. سرعان ما أصبحت لهذه الحصالات شعبية كبيرة مع الأطفال والكبار على حد سواء وسرعان ما أصبح لها رواج عند هواة الجمع.